# Memphis (cigarro)

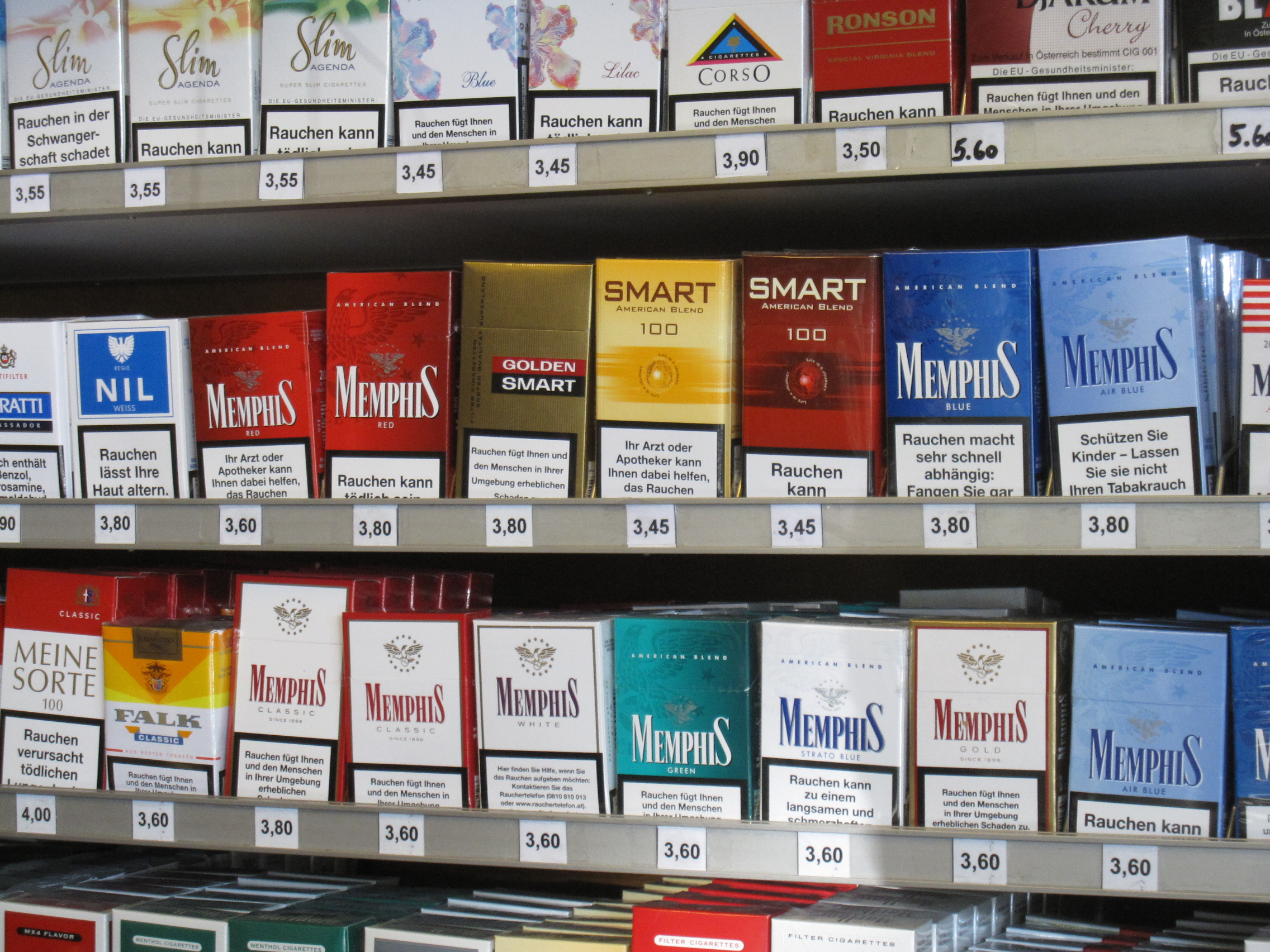
Cigarro Memphis

Memphis é uma marca de cigarros vendido na Áustria e manufaturado pela Austria Tabak. A Austria Tabak pertence a Gallaher Group.